# Juan Vicente Torrealba
Juan Vicente Torrealba Pérez (Caracas, 20 de febrero de 1917-Ib., 2 de mayo de 2019) fue un músico y compositor venezolano, considerado como uno de los artistas de mayor renombre que ha tenido Venezuela en su historia musical.

## Biografía
Fue el tercer hijo del matrimonio de Santana Torrealba Silva y María Esperanza Pérez, nacido en la esquina de Rosario en Caracas, para ese entonces, una zona rodeada de haciendas y en las inmediaciones del Nuevo Circo de Caracas. Su niñez y adolescencia transcurrieron en el hato de su familia llamado Banco Largo, cercano a la población de Corozopando, municipio Francisco de Miranda, (Estado Guárico). Allí desempeñó diversas labor
es propias de los obreros de la hacienda y, debido a la falta de tiempo, nunca pudo cursar formalmente la educación primaria. Como anécdota de su adolescencia, cabe destacar que conoció y conversó varias veces con el dictador Juan Vicente Gómez. Es durante este período que nacieron sus inquietudes musicales y aprendió a tocar la guitarra, además de recibir algunas nociones básicas de arpa. A los 18 años de edad, realizó su primera presentación como guitarrista en el pueblo La Unión (Estado Barinas)  tocando la melodía Cuidadito Compay Gallo del compositor cubano Ñico Saquito. 
Buscando otros horizontes, Juan Vicente Torrealba volvió a Caracas en 1948 y, a pesar de que solo sabía escribir y leer por haber acudido a la escuela hasta el quinto grado de educación primaria, se empleó como fiscal de una empresa láctea. Comenzó a presentarse en la emisora de radio estatal Radio Nacional de Venezuela como ejecutante de guitarra, tocando música venezolana y conoció a la relacionista público de la emisora, la compositora y concertista de piano María Luisa Escobar. Ella aconsejó al «Profesor Torrealba», como solía llamarlo, para que diera a conocer su música. Para ello, le regaló un disco maestro en blanco de 12 pulgadas, de los que solían usar las emisoras de radio en esa época para grabar programas o discos comerciales y dio la orden para que en la noche de ese día, el estudio de la estación fuese habilitado para que el joven Torrealba realizara su primera sesión de grabación. Convocó entonces a su hijo Santana Torrealba León, de 7 años y a su hermano Arturo Torrealba Pérez para tocar las maracas y el cuatro venezolano respectivamente. Al concluir las grabaciones, Torrealba escuchó repetidamente el disco terminado en su residencia, hasta horas de la madrugada. Este hecho daría origen al conjunto del intérprete denominado "Los Torrealberos". 

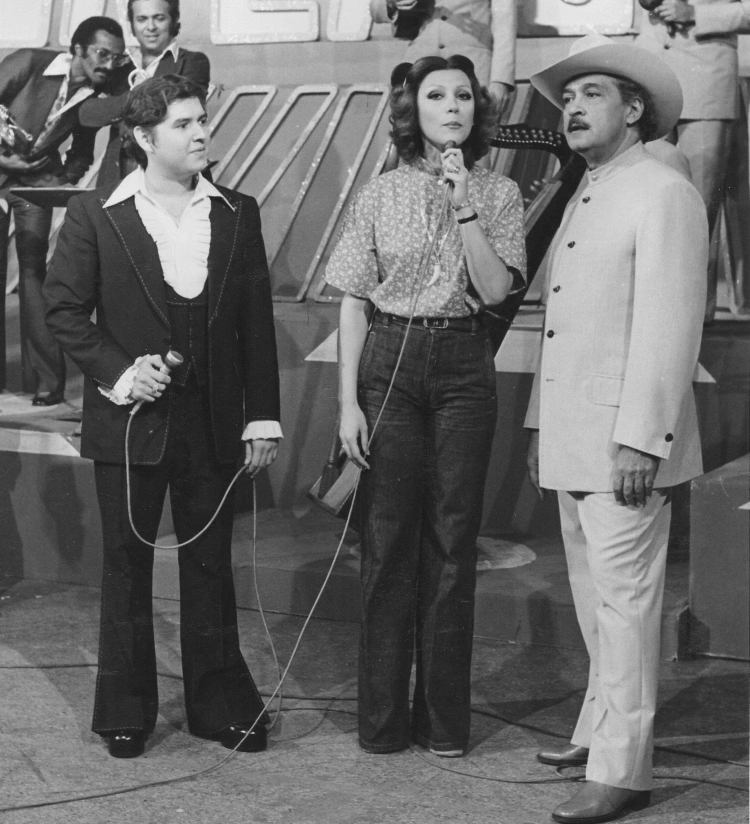
Juan Vicente Torrealba junto a la animadora Carmen Victoria Pérez en el programa Viva la juventud en la década de los 50.

A la vista del resultado, María Luisa Escobar aconsejó a Torrealba sustituir la guitarra por el arpa, decisión que se afianzó luego de escuchar al concertista de guitarra venezolano Rodrigo Riera. Hizo traer del hato Banco Largo un arpa y empezó a practicar los conocimientos que ya tenía, en un período de dos semanas. Aprendió, según sus palabras, mientras continuaba su labor musical, ya que había conseguido un contrato con la emisora privada Radio Caracas Radio, para presentar su propio programa llamado Llano adentro con Los Torrealberos. Más tarde, crearía su propia empresa de producción discográfica denominada Discos Banco Largo que tendría existencia hasta el inicio de la década de 1970, con el fin de proteger sus derechos como intérprete y compositor.
Así conformado el conjunto, Torrealba comenzó a ganarse la vida en eventos sociales y en emisoras de radio. Un año después, se inició como compositor con los temas Las caricias de Cristina y el reconocido Concierto en la llanura, melodía en ritmo de pasaje estilizado que se convirtió en tema de ejecución para la obtención de la licenciatura en arpa en México y Paraguay. Para 1952, buscando la manera de ampliar sus posibilidades como compositor y músico, incorporó por primera vez un bajista y contrató a los vocalistas Magdalena Sánchez y Ángel Custodio Loyola. Un año antes había contratado al Cuatrista Juan Antonio Briceño Zapata, natural de Camaguan. En 1952, el empresario Alejandro Hernández le ofreció una oportunidad a "Los Torrealberos" para actuar en una hacienda turística denominada Rancho Pampero, ubicada en Chacaíto (Estado Miranda) donde presentaba su música, los días miércoles, a turistas extranjeros, en su mayoría provenientes de Estados Unidos. La música instrumental y la llanera, en su forma estilizada interpretada por Magdalena Sánchez, fueron bien recibidas por los turistas, a excepción de la forma «recia» interpretada por Ángel Custodio Loyola, que carecía de aceptación. Este hecho llevó al músico a dedicarse en lo sucesivo al género estilizado de la música llanera.
Un tiempo después, Loyola abandonó el conjunto. Después de la renuncia de Loyola y Sánchez, inició la producción de discos LP contratando inicialmente a la joven cantante Hilda Josefina Cornieles Lares, apodada artísticamente «Marisela» y luego al joven tenor popular Mario Suárez convenciéndolo de que abandonara su estilo inicial basado en el bolero. Las producciones con este artista comenzaron a ser apreciadas por el público, alternándose con ejecuciones instrumentales. En ese momento, los poetas Germán Fleitas Beroes y Ernesto Luis Rodríguez emprendieron la tarea de ponerle la letra a algunas de sus composiciones. Para la distribución de sus grabaciones, contó con una alianza hecha con la empresa Venevox. Más tarde también acompañó con su grupo a artistas como Rafael Montaño, Pilar Torrealba (quien no era pariente del músico), Héctor Cabrera y Rudy Hernández entre otros.

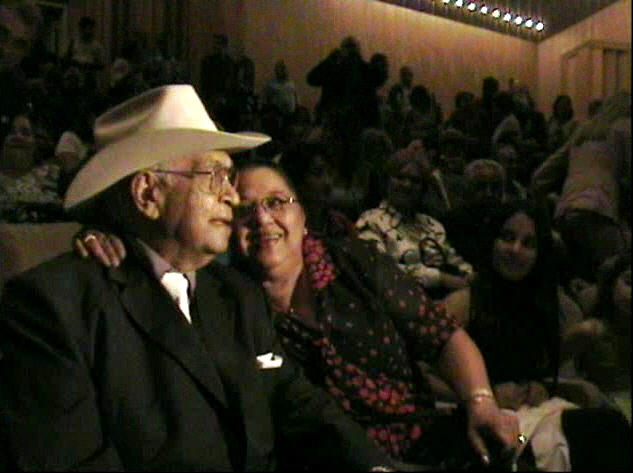
Juan Vicente Torrealba y su esposa, en un tributo a su carrera artística, 10 de mayo de 2007.

Durante los años 60 y 70, aparte de sus varias presentaciones en territorio nacional, inició también otras dando a conocer sus composiciones en diversos países de América y Europa. De hecho, al finalizar la dictadura de Marcos Pérez Jiménez en 1958 el músico debió marcharse de Venezuela, al sentir que los gobiernos que siguieron mantenían un veto sobre su música. Así que llegó a España donde se puso en contacto con el músico Lorenzo González, dueño de una orquesta y quien le consiguió presentaciones a Torrealba y su grupo. En 1971, marcó un hito en su carrera al grabar el LP Rapsodia Llanera junto a su agrupación y una orquesta sinfónica que dirigió el músico Attilio Ferraro. Poco después, desapareció el sello Banco Largo.
A principios de 1973, en Alemania estudió los principios de la música electrónica y, al regreso, incorporó mejoras en el sonido de su arpa y añadió la presencia de teclados a su conjunto. Firmó un nuevo contrato con la filial venezolana discográfica de la empresa transnacional alemana BASF, con la cual realizó varios LP con música tradicional venezolana y música bailable de Colombia, Cuba y México. En 1976 grabó a su lado, un solo disco LP, la soprano japonesa Nikary Miky, quien introdujo la novedad de interpretar las melodías de Torrealba a partes iguales en español y japonés. Al año siguiente, comenzó a experimentar con melodías italianas al grabar su álbum Italia in Ritmo Tropicale (1977) en el cual melodías italianas fueron grabadas en ritmo de bolero y guaracha. 
En 1978, buscando innovar con su música, Torrealba disolvió momentáneamente su agrupación para establecer una orquesta bailable que combinara en un solo ritmo los compases de la salsa, el pasaje y la samba brasileña. A esta mezcolanza la denominó Ritmo Super 80. Con esta agrupación y el cantante Enrique Torrealba, quien no era pariente del músico, grabó su único LP titulado Juan Vicente Torrealba y su Ritmo Super 80. Sin embargo, su intento fue ignorado por los directores de las orquestas de moda y Torrealba disolvió la agrupación, regresando Los Torrealberos a la actividad. Poco después también desapareció la discográfica BASF de Venezuela.
Firmó su último contrato discográfico en 1981 con la empresa Sonográfica, con la cual realizó unas pocas grabaciones, respaldando a la cantante apodada Natalia, antes de retirarse de la actividad musical en 1986, al sentir que a su música no se le daba suficiente promoción. Desde entonces, Juan Vicente Torrealba, se dedicó a la fotografía y a la pintura, aparte de buscar el rescate de sus composiciones y su música, labor en parte realizada por las empresas Velvet Música y Fonográficas Gilmar, las cuales manejan actualmente en sus archivos, el catálogo de la mayoría de las grabaciones del músico y sus acompañantes.

## Legado
A pesar del motivo que llevó al retiro a Torrealba, grabó aproximadamente 130 discos entre LP y grabaciones en 78 rpm, escribió más de 300 composiciones, grabó diez composiciones al lado de orquesta de cuerdas, ganó más de 45 condecoraciones y fue designado como una de las 100 personalidades latinoamericanas del siglo XX, también fue nombrado profesor honorario de la Academia Militar de Venezuela y Patrimonio Cultural de la Música Universal por el Gobierno del Departamento del Meta en Colombia.
En la ciudad mexicana de Xalapa hay una plaza, una calle y un parque con su nombre. El 10 de mayo de 2007, la Fundación Luis Alfonzo Larrain realizó en el Teatro Teresa Carreño un homenaje a este músico y compositor venezolano por su trayectoria y 90 años de vida, como baluarte de las tradiciones musicales venezolanas.
En febrero de 2009 el Maestro Juan Vicente Torrealba cumplió sus 92 años, celebrándolos en Valencia, donde le rindieron un homenaje en el cual su canción, Valencia, fue elevada a himno oficial de la ciudad. Le fue entregada la llave de la ciudad y fue designado huésped de honor. En abril viajó a Camaguán, en donde desvelaron una estatua con su estampa, ubicada en la avenida que lleva el nombre del maestro Juan Vicente. Su canción Esteros de Camaguán fue declarada patrimonio cultural del estado Guárico. En julio recibió un homenaje por parte de la orquesta sinfónica juvenil Francisco de Miranda, el cual fue realizado por el conservatorio Simón Bolívar en el Museo del Transporte en la ciudad de Caracas.
En 2011, el ya fallecido músico y director de orquesta venezolano José Antonio Abreu celebró los 94 años de Torrealba con un concierto de la Orquesta Sinfónica Teresa Carreño dirigido por Gustavo Dudamel.
En 2012 se realizó un concierto sinfónico en la sala José Félix Ribas del Teatro Teresa Carreño con música de Torrealba y arreglos de Juan Pablo Correa y Álvaro Granadillo, bajo la dirección de Andrés Rivas. Ese año vio cumplido uno de sus tantos sueños, al publicar su primer libro El Llano de Juan Vicente, en el cual narra sus vivencias en el llano durante su infancia y juventud.
Juan Vicente Torrealba escribió su libro de memorias con el nombre de Remembranzas. El 19 de noviembre de 2014 recibió en Caracas el premio Grammy que le concedió y envió el Consejo Directivo de la organización en una ceremonia en el Teatro Hollywood del MGM Grand Hotel and Casino de Las Vegas como parte de las celebraciones de la edición número 15 del Grammy Latino.
El 23 de febrero de 2017, el presidente de la República Nicolás Maduro, entregó  la Orden Libertadores y Libertadoras de Venezuela en su Primera Clase y la réplica de la espada del Libertador Simón Bolívar, a Juan Vicente Torrealba, por la celebración de su cumpleaños número 100. El reconocimiento tuvo lugar en el salón "Simón Bolívar" del Palacio de Miraflores, y fue transmitido en cadena nacional de radio y televisión. Asimismo, el Ministerio de Educación le confirió la Orden Andrés Bello en su Primera Clase.

## Críticas
Durante su carrera, fue normal que Torrealba tuviera detractores respecto a su estilo de presentación y su música. Algunos de ellos lo acusan de haber "caricaturizado" al llanero, al presentarse con elegantes liquiliquis y una especie de "cobijas" sobre los hombros alegando que esa fue una manera de “vender al llanero en Caracas”, entendido el término desde el punto de vista mercadotécnico y que musicalmente, Torrealba aplicó hizo algo parecido "refinando" los cantos llaneros para que pudieran ser consumidos por diversos públicos. Sin embargo, pese a estas críticas, ha prevalecido el aporte que hizo a la música estilizada venezolana.

## Discografía
La siguiente es una discografía parcial de Juan Vicente Torrealba, en la cual los años de producción de los álbumes son estimados, ya que no era costumbre incluir la información del año en los discos en sus primeras producciones. Solamente se reseñan los discos LP y las posteriores compilaciones en CDs.
| Año de producción | Título                                            | Discográfica            |
| ----------------- | ------------------------------------------------- | ----------------------- |
| 1953              | La música más pura y bella de Venezuela (QBL-500) | Banco Largo (Venezuela) |
| 1953              | La música más pura y bella de Venezuela (QBL-501) | Banco Largo (Venezuela) |
| 1954              | La música más pura y bella de Venezuela (QBL-502) | Banco Largo (Venezuela) |
| 1954              | La música más pura y bella de Venezuela (QBL-503) | Banco Largo (Venezuela) |
| 1954              | La música más pura y bella de Venezuela (QBL-504) | Banco Largo (Venezuela) |
| 1955              | La música más pura y bella de Venezuela (QBL-505) | Banco Largo (Venezuela) |
| 1956              | Sinfonía del palmar                               | Banco Largo (Venezuela) |
| 1957              | Motivos llaneros                                  | Banco Largo (Venezuela) |
| 1975              | Concierto en la llanura                           | Banco Largo (Venezuela) |
| 1959              | Cinco estrellas                                   | Banco Largo (Venezuela) |
|                   | Serenata llanera                                  | Banco Largo (Venezuela) |
|                   | Ensoñación                                        | Banco Largo (Venezuela) |
| 1960              | Campesina                                         | Banco Largo (Venezuela) |
|                   | Fiesta de Joropos                                 | Banco Largo (Venezuela) |
|                   | Concierto en la llanura Vol. 2                    | Banco Largo (Venezuela) |
|                   | Concierto en la llanura Vol. 3                    | Banco Largo (Venezuela) |
|                   | Concierto en la llanura Vol. 4                    | Banco Largo (Venezuela) |